# Caleta Costa
Die Caleta Costa ist eine breite Nebenbucht des Paradise Harbor an der Danco-Küste des Grahamlands auf der Antarktischen Halbinsel. Sie liegt nördlich der Skontorp Cove.
Chilenische Wissenschaftler benannten sie nach José Costa, Kapitän des Schiffs Angamos bei der 1. Chilenischen Antarktisexpedition (1946–1947).